# テルプシコラー

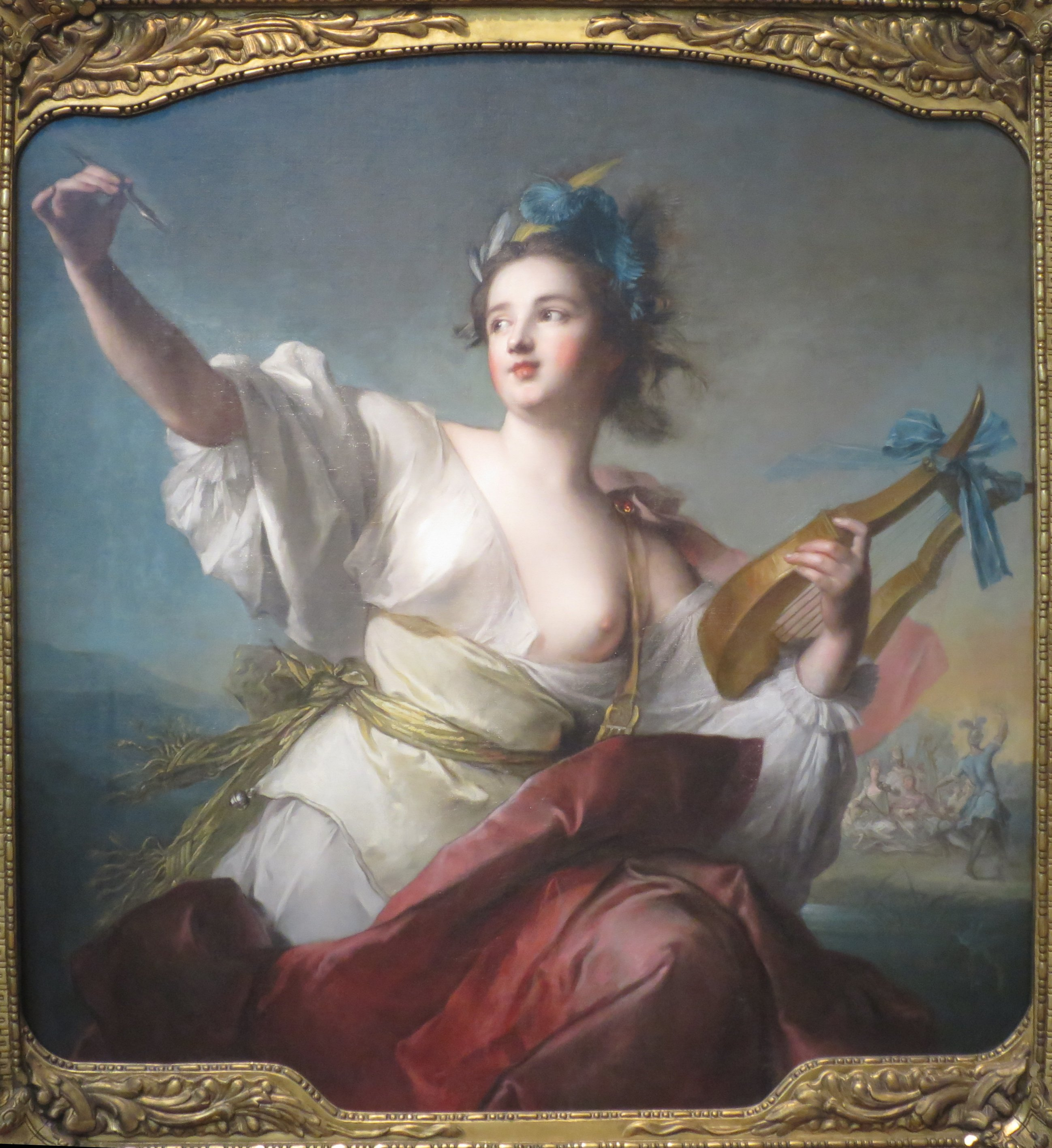
ジャン＝マルク・ナティエの1739年の絵画『テルプシコラー』。サンフランシスコ美術館所蔵。

テルプシコラー（またはテルプシコレー、古代ギリシア語アッティカ方言: Τερψιχόρα、アッティカラテン翻字: Terpsikhórā、イオーニア方言: Τερψιχόρη、イオーニア方言ラテン翻字: Terpsikhórē、「踊りの楽しみ」の意。）は、ギリシア神話に登場する女神で、文芸を司るムーサたち（ムーサイ）の1柱である。

## 概要
すべてのムーサたちと同じく大神ゼウスとムネーモシュネーの娘で、カリオペー、クレイオー、メルポメネー、エウテルペー、エラトー、ウーラニアー、タレイア、ポリュムニアーと姉妹。
「合唱」「舞踊」を司る。絵画等に描かれる際の持ち物は、竪琴だが、この様にムーサたちが細分化されたのはローマ時代のかなり後期になってからである。
河神アケローオスとの間にセイレーンたちをもうけたとする説があるが、通常はメルポメネーとされる。またリノスやレーソスの母とされることもある。

## ギャラリー

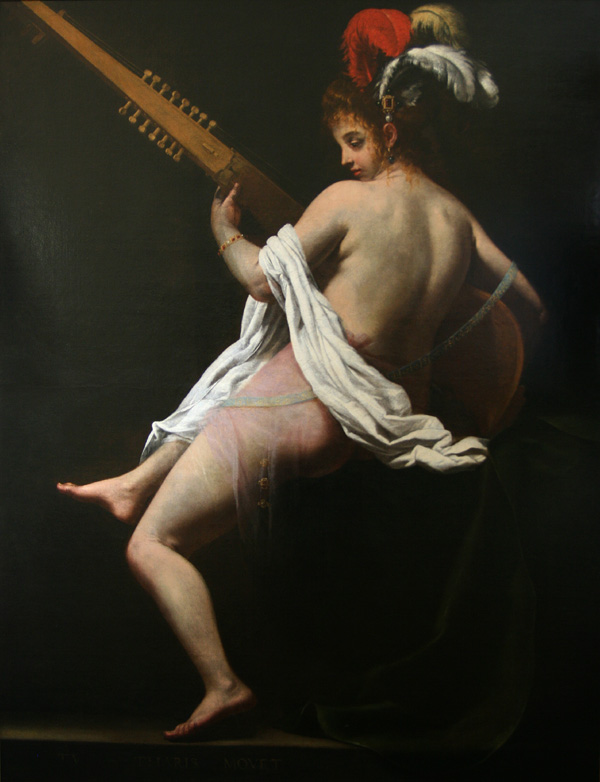
ジョヴァンニ・バリオーネ『テルプシコラー、舞踊を司るムーサ』（1620年） アラス美術館所蔵
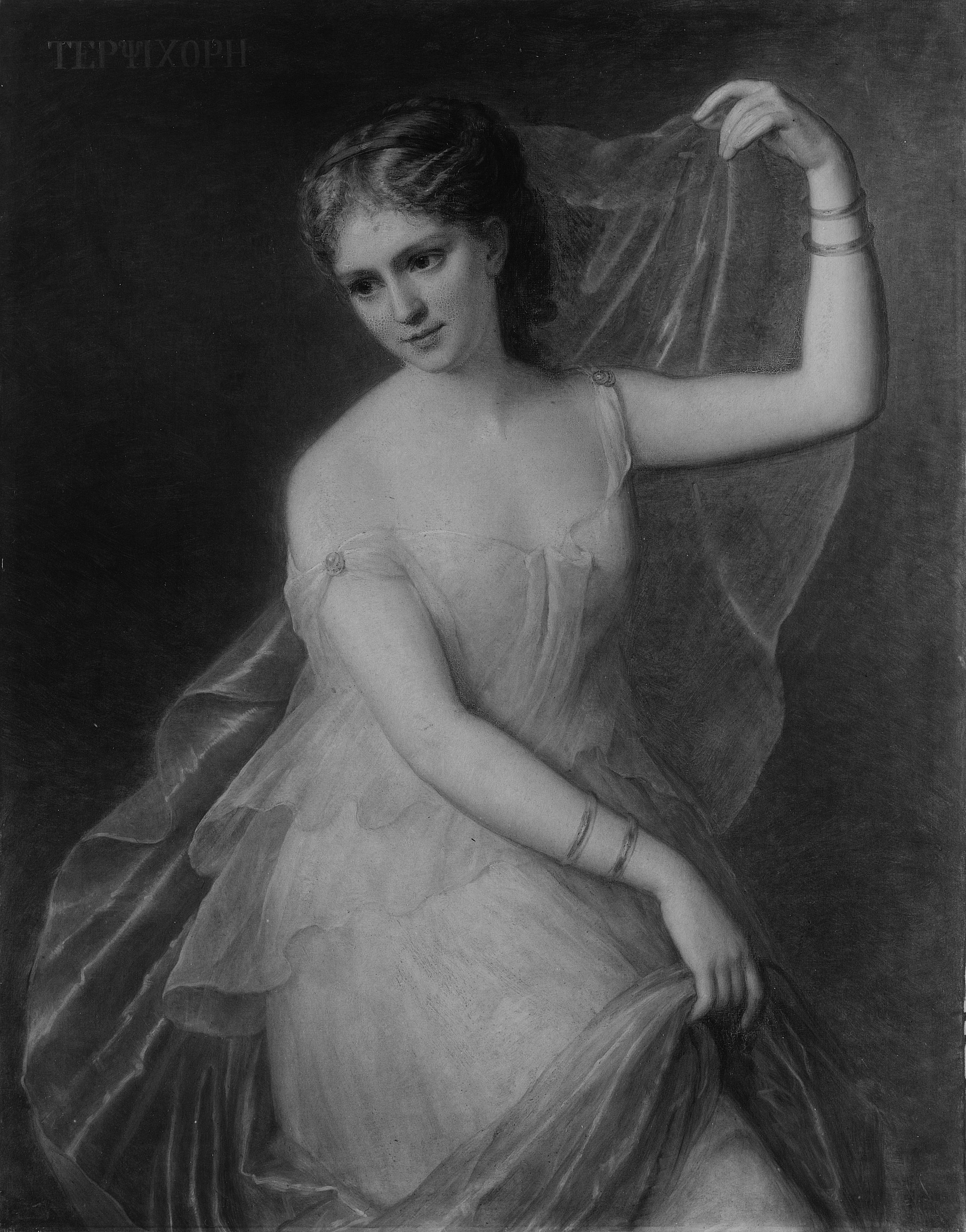
ジュゼッペ・ファニャーニ『テルプシコラー』（1869年） メトロポリタン美術館所蔵
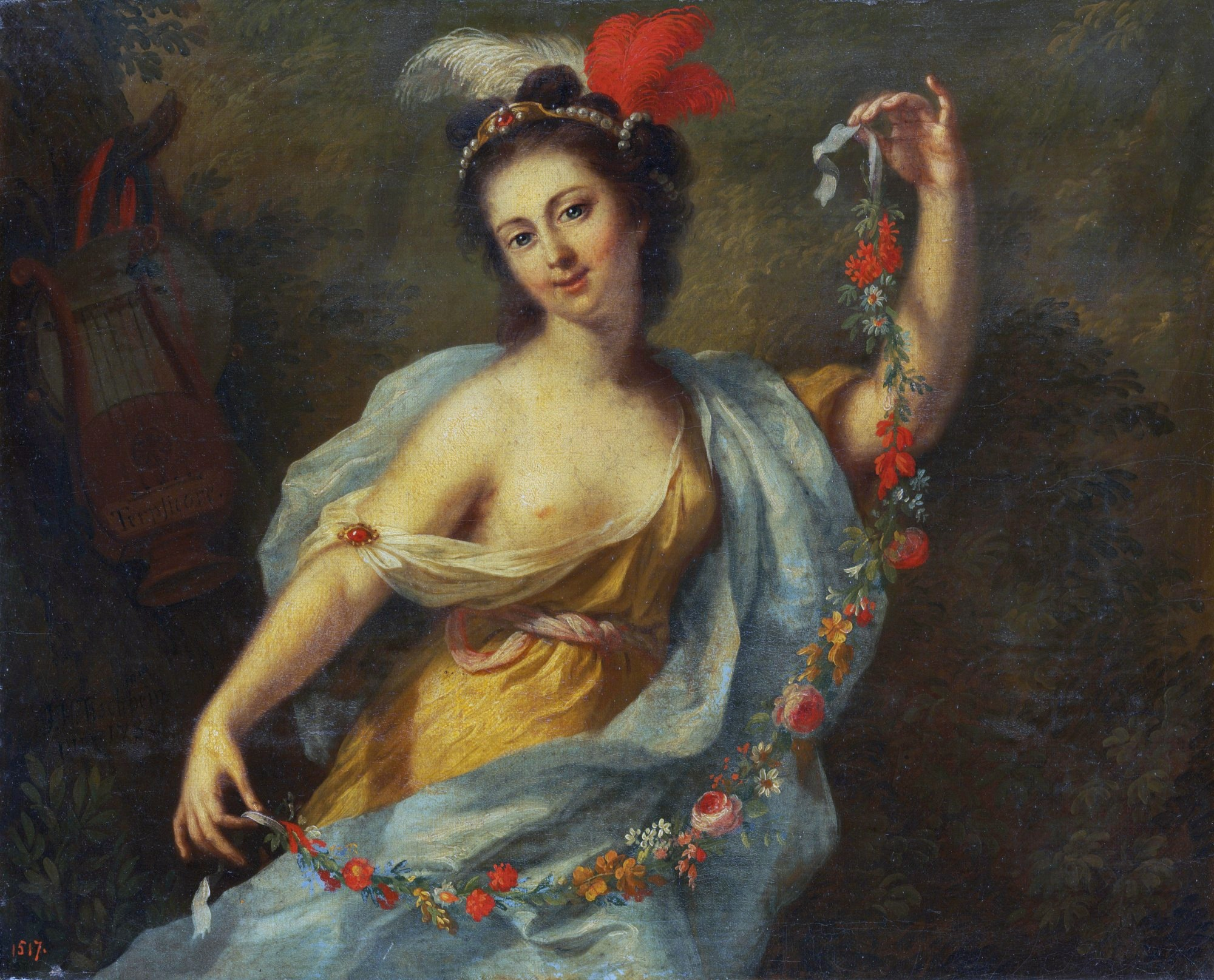
ヨハン・ハインリヒ・ティシュバイン『テルプシコラー』（1782年） カッセル市立美術館（英語版）所蔵
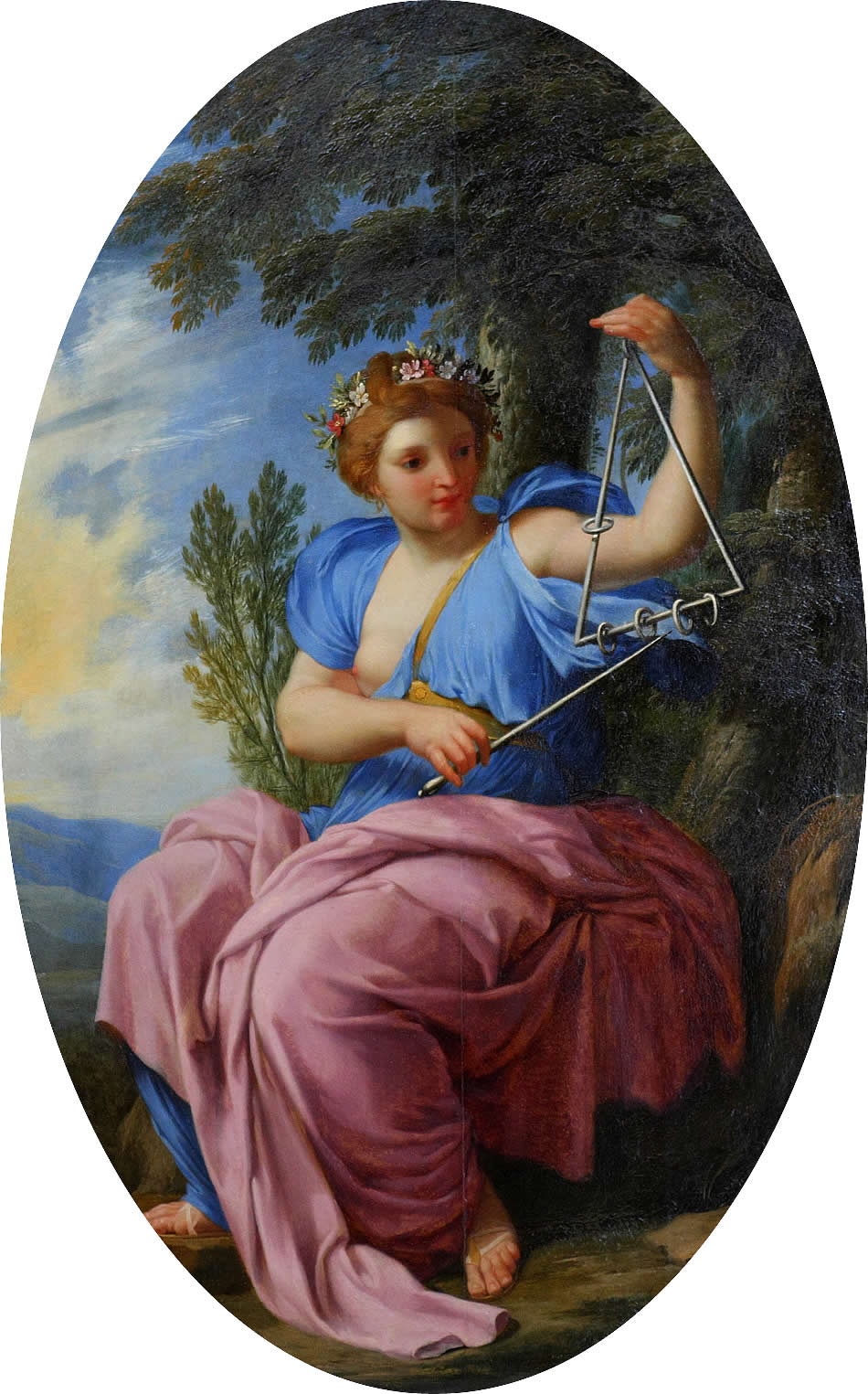
ウスタシュ・ル・シュウール『テルプシコラー』（1646年と1647年の間） ルーヴル美術館所蔵
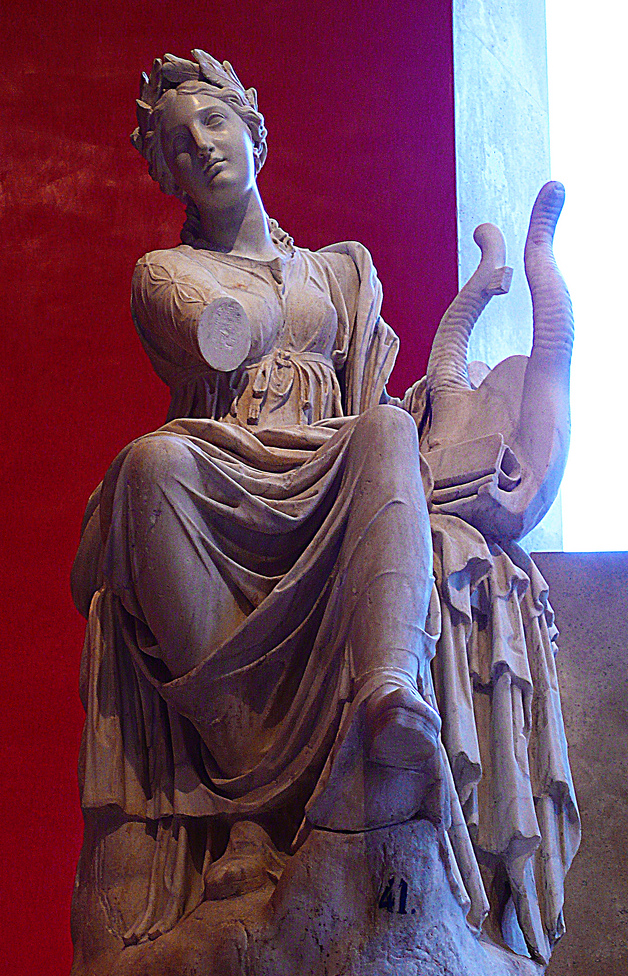
テルプシコラーの像 プラド美術館所蔵
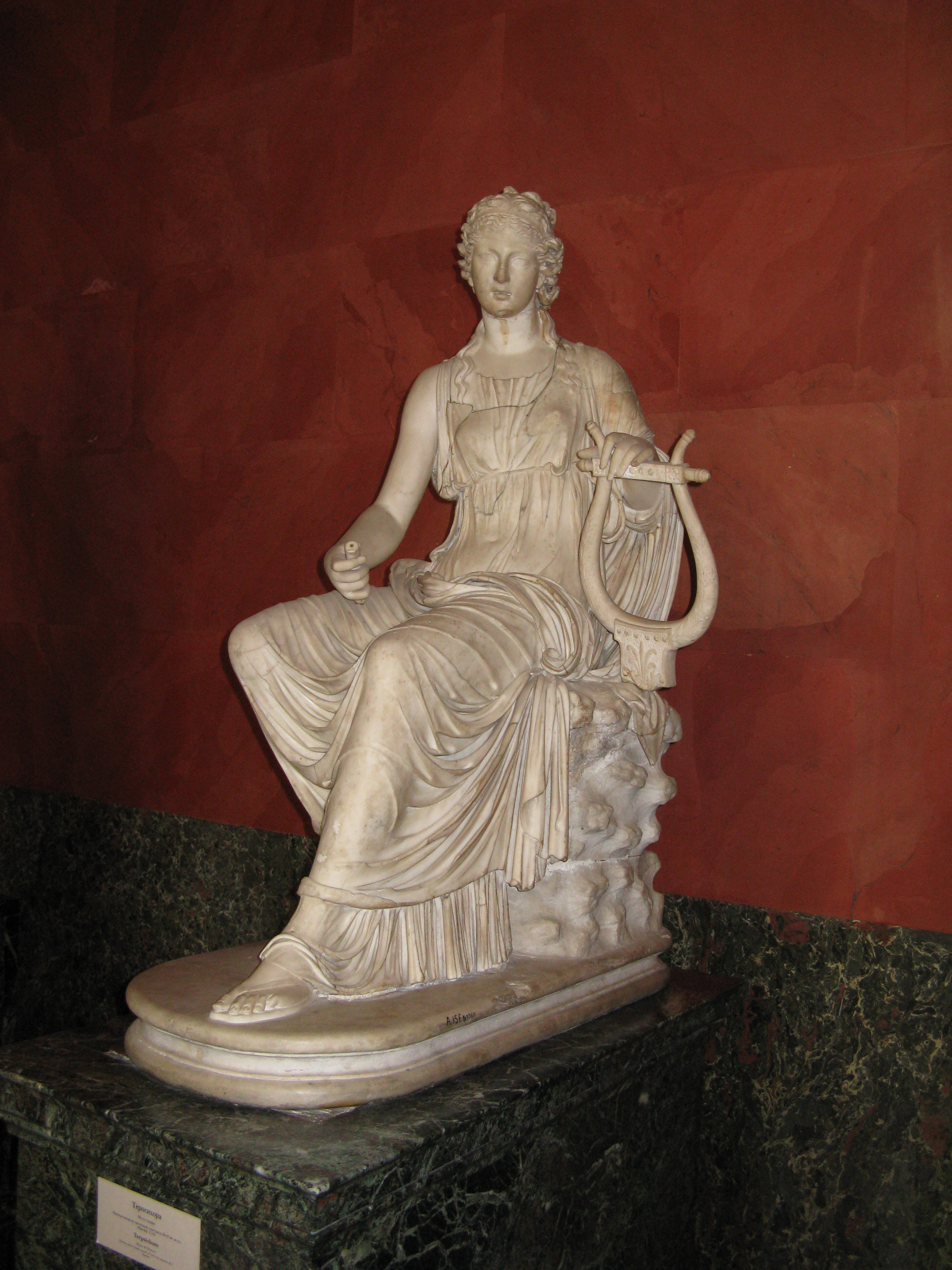
テルプシコラーの像 エルミタージュ美術館所蔵
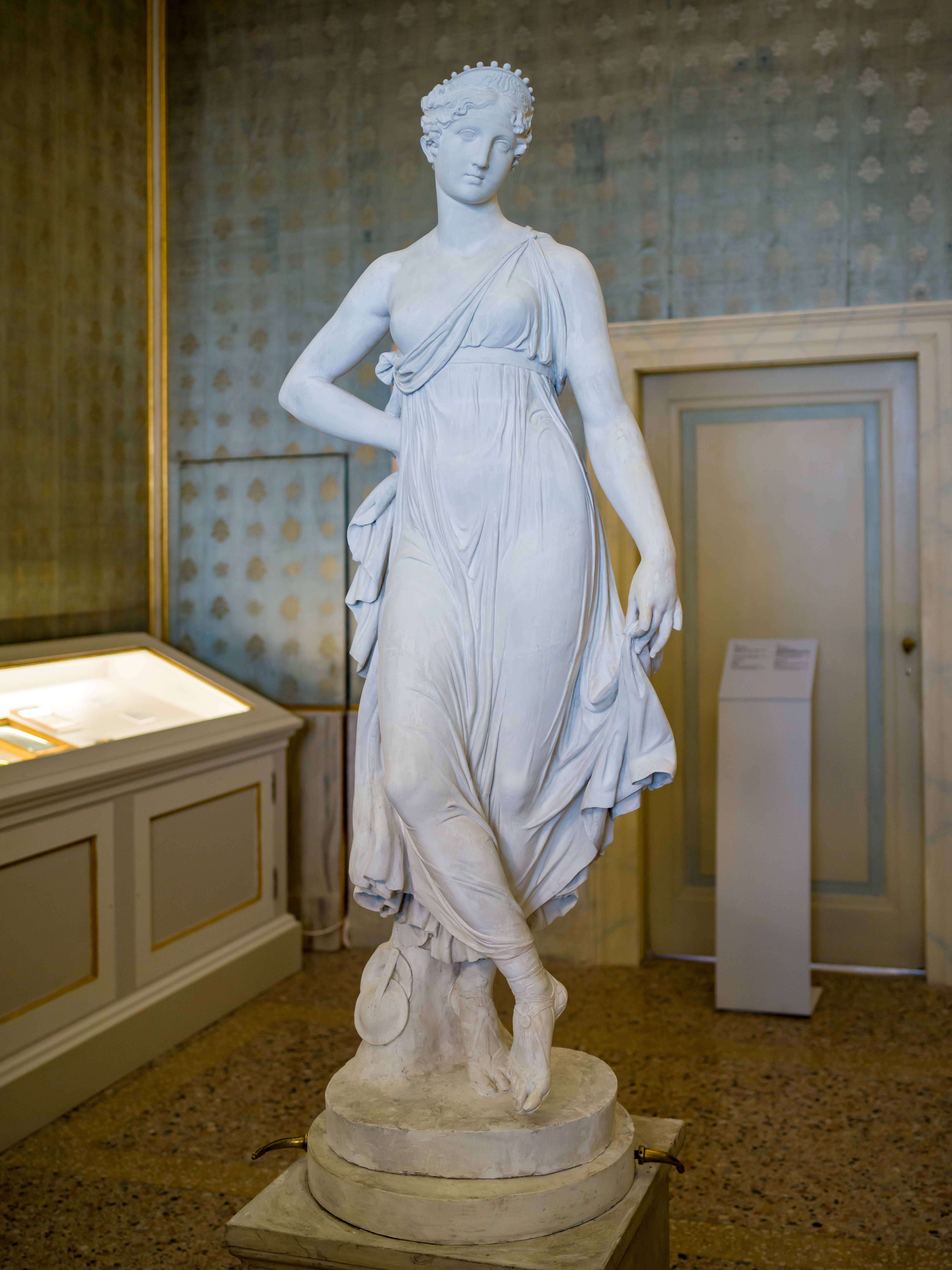
テルプシコラーの像 トジオ・マルティネンゴ絵画館所蔵